# 로열 클리프 호텔스 그룹
로열 클리프 호텔스 그룹(Royal Cliff Hotels Group)은 좀티엔과 파타야 남쪽 지역과의 사이에 위치하고 있으며, 태국의 동부 시암 만이 바라보이는 64에이커에 달하는 넓은 대지 위에 자리잡고 있는 리조트이다. 이 호텔은 4개의 호텔과 종합 멀티 컨벤션 센터로 이루어져 있는 최고의 5성급 호텔이며, 세계적 권위의 다양한 수상 경력과 함께 TTG 명예의 전당에 등급된 아시아 유일의 호텔이기도 하다.

## 역사
1973년, 로열 클리프 비치 테라스의 106개 객실로 시작하여, 일 년후 로열 클리프 비치 호텔이 오픈되었고, 이 후12년을 거치면서, 2개의 호텔이 더 추가되어 명실상부한 파타야 최고의 호텔로서 자리를 잡게 되었다. 1986년 리조트의 최고의 품격을 자랑하는 로얄 윙 스윗 & 스파가 태국 왕실의 마하 위자롱콘 공주가 참석한 제막식을 시작으로 오픈되었고, 그 다음으로 1992년 마지막 네 번째 호텔인 로열 클리프 그랜드 호텔 & 스파가 완성되었으며, 트립 어드바이저에 파타야 숙박 시설 중의 하나로 등록되었다.
1999년 후반, 미팅, 인센티브, 컨벤션 그리고 전시및 박람회를 위한, 8000명 이상의 수용 능력을 가진 파타야 전시 및 컨벤션 홀이 리조트 주요 시설중 하나가 되었다.
로열 클리프 비치 리조트는 그 지역에서 중요한 역할을 담당하는 영향력 있는 존재가 되면서, 아세안과 같은 국제적 회의도 매년 주최하고 있으며, 1991년 캄보디아 평화 회담, 1997년, 태국 새 헌법 제정안 발표 그리고 2003년에는 21개국 관광청들이 참석한 APEC 투어리즘 워킹 그룹도 주최하였다.
2009년 4월, ASEAN 국제회의는 예상치 못한 100여명이상의 시위자들의 리조트내 진입으로 인해 취소되기도 했다. 태국 외무성 주체 아세안 플러스 3는 회의 마지막 날 시위자들로 인해 뜻밖의 결과를 낳았지만, 그이전 이틀동안에 가졌던 몇몇 회담들은 성공적인 결과를 낳기도 했다. 각국의 대표들은 모두 안전하게 대피하였고, 각국의 참가자들, 투숙객, 관광객 그리고 리조트와 직원들도 아무 피해없이 시위는 마무리 되었다.

## 시설과 서비스

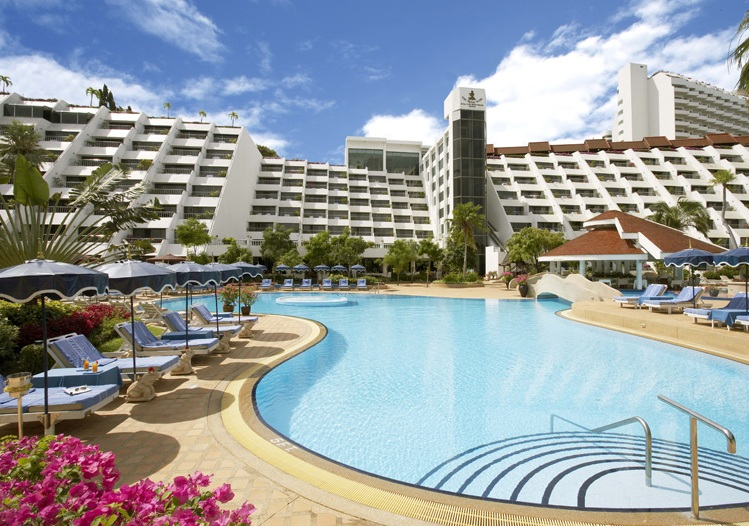
Royal Wing Suites & Spa

4개의 5성급 호텔로 이루어진 로열 클리프 비치 리조트는 총 1090개의 객실, 10개의 레스토랑, 10개의 바, 5개의 풀장, 2개의 스파장, 타이 쿠킹 클라스, 휘트니스 클럽, 7개의 테니스장, 2개의 스쿼시장, 4홀 퍼팅 그린, 2개의 전용 해변, 세계적 규모의 무역 전시및 컨벤션 센터, 3개의 연회장, 54개의 미팅룸 그리고 리조트 전용 유람선인 카타마란을 포함하고 있다.